# Quasi-eksperyment
Quasi-eksperyment – metody analizy danych obserwacyjnych na sposoby pozwalające odnaleźć w nich strukturę odpowiadającą eksperymentowi kontrolowanemu, dzięki czemu uzyskane statystyki opisowe i korelacyjne mogą uprawniać do wnioskowania przyczynowego, nawet pomimo braku klasycznej randomizacji i manipulacji eksperymentalnej. W przypadku problemów badawczych, przy których wykonanie rzeczywistego eksperymentu jest nieetyczne lub niepraktyczne, metody te stanowią pragmatyczną alternatywę umożliwiającą systematyczną pracę naukową.
Quasi-eksperymentom brakuje zwykle zaplanowanej kontroli nad takimi aspektami jak randomizacja, pretest, posttest i grupa kontrolna. Wadą tego typu podejść jest – w porównaniu do faktycznych eksperymentów – przede wszystkim ograniczona i uwarunkowana trafnością przyjętych założeń możliwość wyciągania wniosków na temat związków przyczynowo-skutkowych. Na tyle na ile założenia metod są jednak wiarygodnie spełnione, w teorii mogą one osiągać taką rzetelność i trafność jak prawdziwy eksperyment. 
Techniki quasi-eksperymentalne obejmują m.in. metodę różnicy w różnicach, syntetycznej kontroli, zmiennych instrumentalnych, model regresji nieciągłej, badanie szeregów czasowych oraz wykorzystanie nierównoważnych grup kontrolnych. Techniki te wykorzystują np. zróżnicowane geograficznie i czasowo występowanie rozważanych zmiennych, w celu sztucznego skonstruowania „grupy kontrolnej” i „grupy eksperymentalnej”. 